# Kasztel Okolicsanyich (Okoličné)

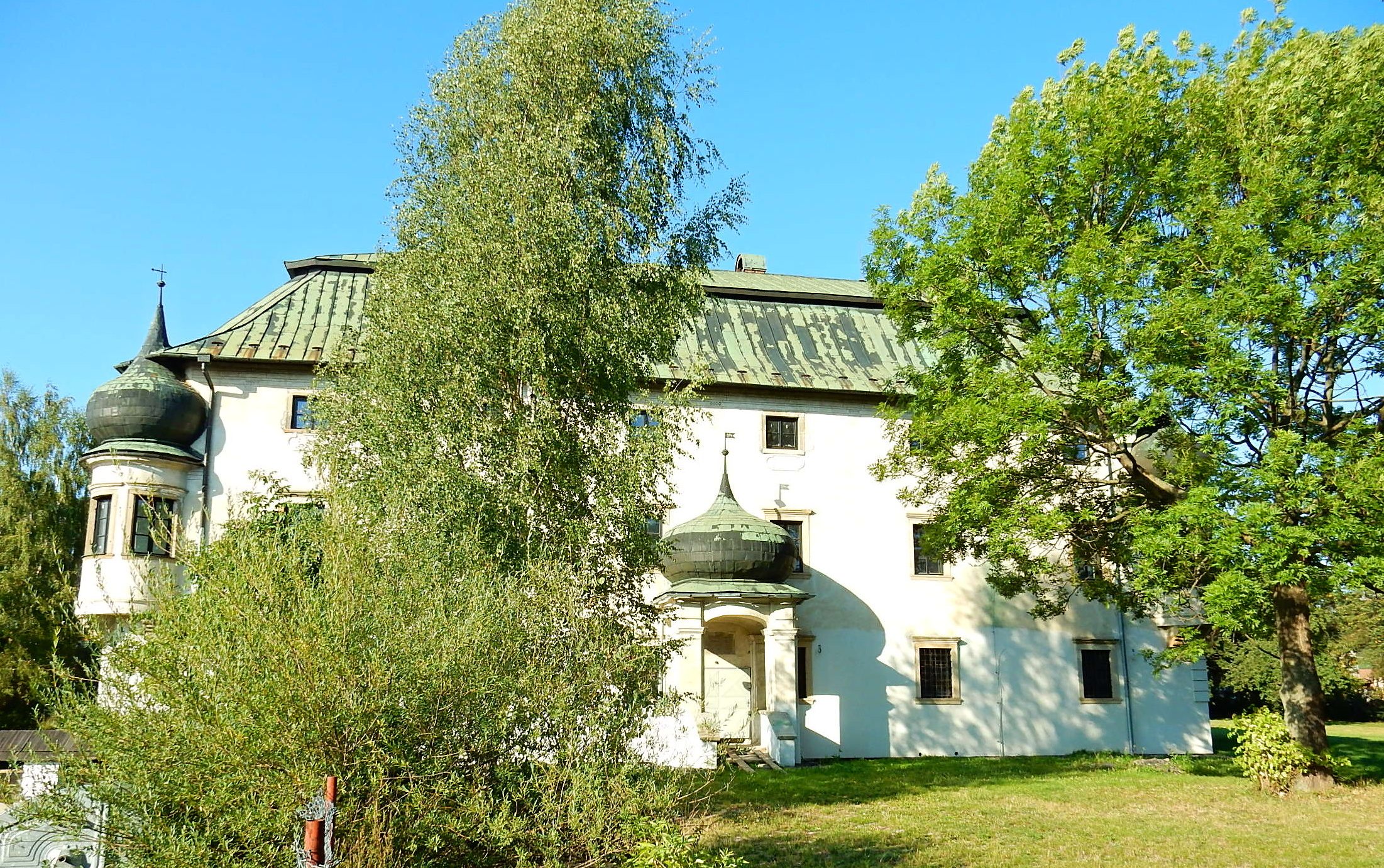
Kasztel Okolicsanyich (fasada frontowa)

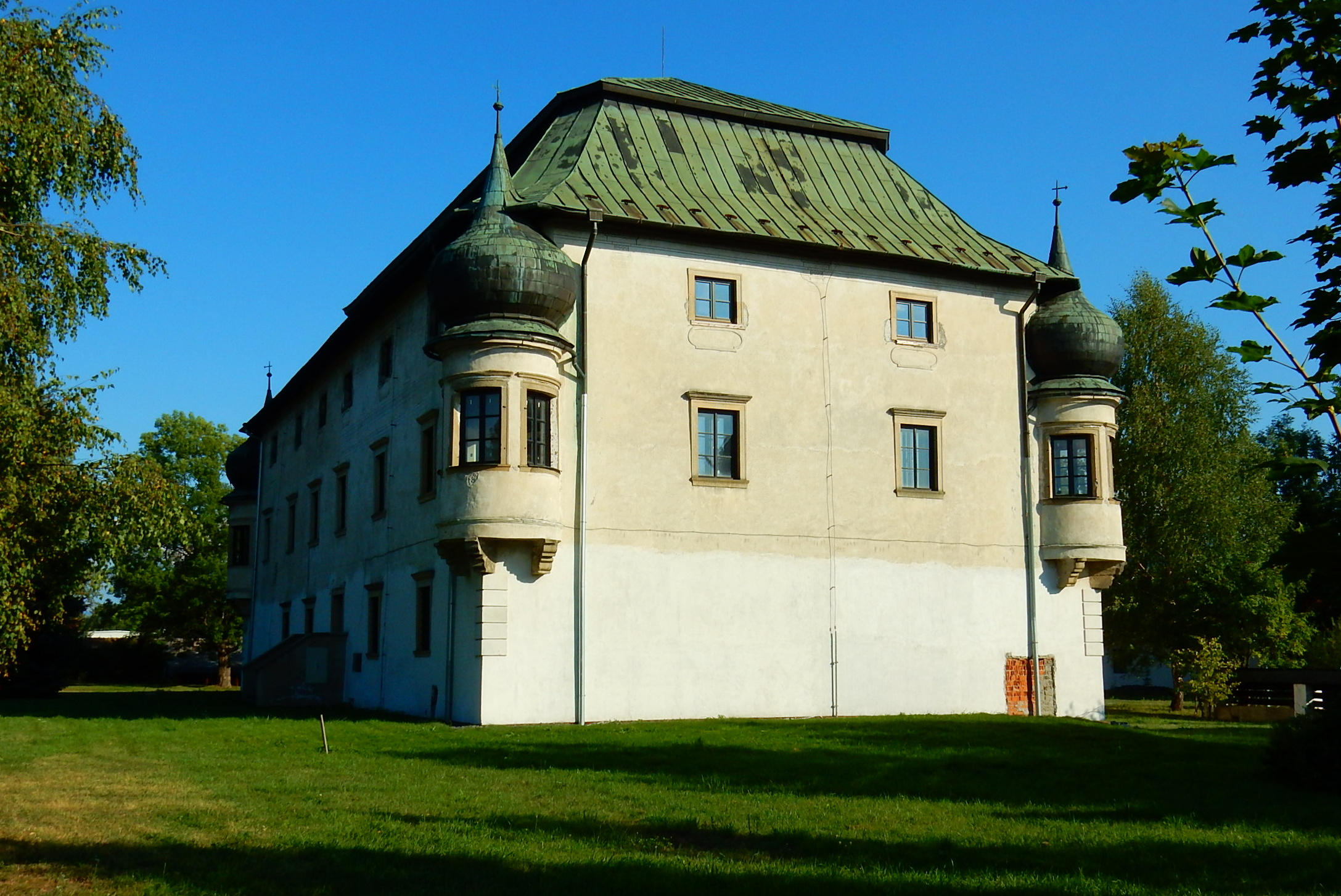
Kasztel Okolicsanyich (fasada boczna)

Kasztel Okolicsanyich w Okolicznem (słow. Kaštieľ rodiny Okoličániovcov v Okoličnom) – zabytkowa, murowana budowla o charakterze dużego dworu ziemiańskiego lub niewielkiego pałacu w dzielnicy Liptowskiego Mikułasza zwanej Okoliczne, na Słowacji.
Kasztel stoi w środku dawnej wsi Okoliczne, obecnie przy drodze wylotowej z Liptowskiego Mikułasza w kierunku Liptowskiego Gródka. Został wzniesiony w I połowie XVII w. w stylu renesansowym na fundamentach starszej budowli. Jest to murowany budynek na rzucie prostokąta, trójkondygnacyjny, pierwotnie o pewnych walorach obronnych. W narożnikach, na wysokości pierwszego piętra, oryginalne wykusze w formie okrągłych wieżyczek, nakrytych obecnie cebulastymi kopułkami. Fronty, na dłuższych ścianach budowli, sześcioosiowe. Dyspozycja wnętrz trójtraktowa, z sienią wejściową.  Największym pomieszczeniem na parterze jest dawna sala rycerska, w której był kominek. Na pierwszym piętrze znajdowały się pomieszczenia właścicieli i pokoje dla gości, a na drugim – pomieszczenia gospodarcze i magazynowe.
W 1714 r. obiekt został przebudowany w stylu barokowym i na nowo zadaszony obecnym dachem łamanym. Fasada zachowała pierwotne podziały tworzone przez iluzorycznie malowane ramy. Wokół okien kamienne obramienia z gzymsami, w oknach parteru zabytkowe kraty. Na wejściu barokowy, dwufilarowy portyk, wysunięty przed lico budynku, nakryty daszkiem z cebulastą kopułą. Nad wejściem tablica z imionami członków rodu Okolicsanyich, którzy budowali i odnawiali kasztel.
W latach 1956–1957 r. budynek został zaadaptowany na cele kulturalne – powstała w nim sala widowiskowa ze sceną, na której występowały amatorskie zespoły teatralne. Kolejny remont miał miejsce w latach 1987-1990. Mieściła się tu również filia biblioteki powiatowej im. G. F. Belopotockiego, której księgozbiór przeniesiono z końcem lat 90. XX w. do centrum miasta, oraz młodzieżowe centrum kultury. W 1963 r. obiekt został uznany za pomnik kultury narodowej (słow. národná kultúrna pamiatka). Aktualnie (2014 r.) niewykorzystywany.